# Michalina Rudzińska
Michalina Rudzińska est une joueuse d'échecs polonaise née le 22 janvier 2002, championne de Pologne en 2022 et 2023.
Au 1er août 2023, elle est la quinzième joueuse polonaise avec un classement Elo de 2 231 points.

## Biographie et carrière
En 2021, Michalina Rudzińska remporta le championnat de Pologne junior féminin (filles de moins de 20 ans).
En 2022, elle remporta le championnat de Pologne d'échecs (adulte) féminin avec 7 points sur 9, alors qu'elle était la joueuse la moins bien classée, et réalisa une première norme de grand maître international féminin,. Elle conserve son titre en 2023.
Maria Malicka représenta la Pologne à l'Olympiade d'échecs de 2022 : elle marqua 3,5 points sur 5 comme remplaçante (échiquier de réserve) et l'équipe de Pologne finit sixième de la compétition.
Elle reçoit le titre de maître international féminin en 2023.
En juillet 2023, elle participe à la deuxième coupe du monde féminine d'échecs disputée à Bakou. Elle bat la Vietnamienne Võ Thị Kim Phụng au premier tour, puis perd face à l'Indienne Dronavalli Harika au deuxième tour.